# Ellade Bandini
Ellade Bandini (Ferrara, 17 luglio 1946) è un batterista italiano, con una lunga carriera da turnista e di concerti. È stato membro dei The Pleasure Machine.

## Biografia
All'età di 4 anni riceve come regalo di Natale una piccola batteria giocattolo: da qui comincia il suo interesse verso lo strumento, che continua poi intorno ai 15 anni con alcune lezioni presso il maestro Roul Ferretti.
A 16 cerca di assimilare i principali "trucchi del mestiere" guardando il batterista Giorgio Zanella, mentre la carriera vera e propria la inizia l'anno dopo, a 17 anni, suonando a livello professionale con alcune orchestre  in sale da ballo e night club di tutta Italia: è in una di queste orchestre, quella del maestro Ugo Orsatti, che Bandini suona per la prima volta con il bassista Ares Tavolazzi.
La sua carriera di batterista prosegue suonando per la cantante Carmen Villani, nel gruppo beat Avengers (in cui al basso c'è nuovamente Ares Tavolazzi). Alcuni cambiamenti nel gruppo della Villani lo fanno incontrare con il giovane pianista e arrangiatore Vince Tempera.
Inserito, grazie allo stesso Tempera nell'ambiente discografico, diviene presto un turnista molto richiesto, suonando in alcuni 45 giri di successo di quegli anni, come Io mi fermo qui di Donatello, Viaggio di un poeta e Vendo casa dei Dik Dik, Soleado dei Daniel Sentacruz Ensemble, Rumore di Raffaella Carrà, L'importante è finire e Ancora ancora ancora di Mina.

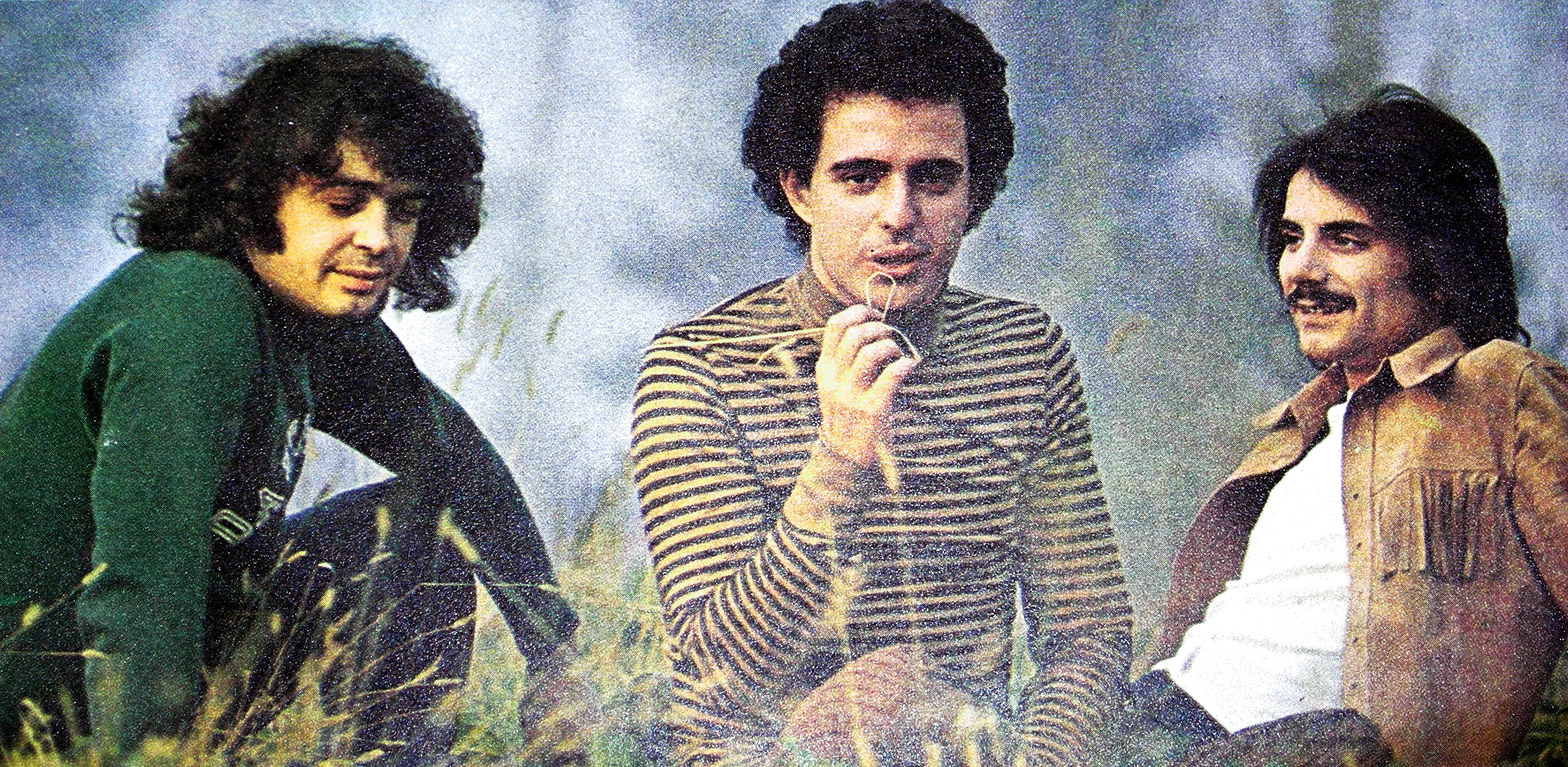
da sinistra a destra: Ellade Bandini, Vince Tempera e Ares Tavolazzi nel 1970, ai tempi dei The Pleasure Machine

Nel 1969 con Ares Tavolazzi e Vince Tempera forma i The Pleasure Machine e inizia con loro la collaborazione con Francesco Guccini, fino al 1982 solo su disco e poi anche in tournée.
Nel 1978 Tempera lo chiamerà a suonare la batteria anche nei singoli e nell'album tratti dalle sigle della prima serie mecha apparsa in Italia,  Atlas Ufo Robot (Goldrake), in cui Tavolazzi apparirà come bassista e coautore di Shooting Star, e idealmente si ricomporrà così il loro trio.

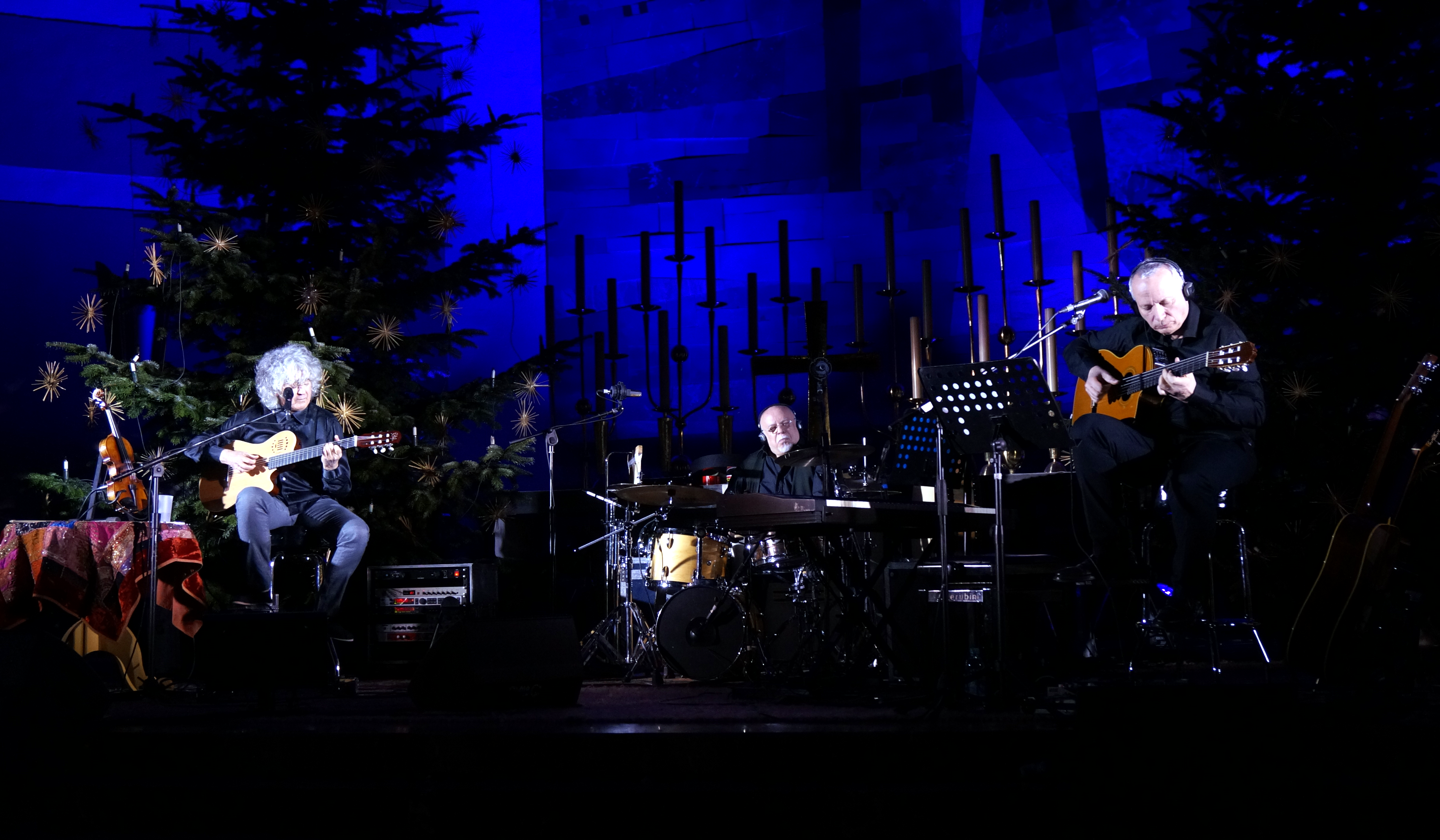
Ellade Bandini alla batteria, tra Angelo Branduardi alla sua destra e Maurizio Fabrizio alla sua sinistra.
Monaco di Baviera, gennaio 2014

Bandini, nella sua lunga carriera, ha collaborato anche con moltissimi altri musicisti e artisti italiani di rilevanza internazionale:  e partecipa inoltre a numerosi festival Jazz con artisti di eguale importanza.
Nel 1997 e 1998 ha fatto parte del gruppo musicale che ha accompagnato Fabrizio De André nel concerto "de andré in Concerto", ultimo live del Faber che a Roma si è svolto il 13 e il 14 febbraio 1998 al Teatro Brancaccio.
Dal 1999 fa parte della "Drummeria", formata oltre che da Bandini da altri quattro batteristi: Walter Calloni, Maxx Furian, Christian Meyer e Paolo Pellegatti. "La Drummeria"si esibisce in spettacolari live basati su assoli e unisoni usando i tamburi come mezzi espressivi di grande effetto. Insieme a Mario Arcari e Giorgio Cordini, che come Bandini militarono per anni alla corte di Fabrizio De André, danno vita insieme ad altri giovani e bravissimi musicisti ai "1000 anni ancora", gruppo col quale inciderà "Storia di un Impiegato" totalmente riarrangiato da Mario Arcari.

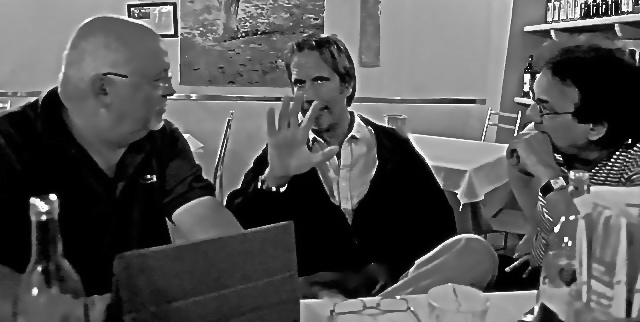
Bandini con Pino Presti e Tullio De Piscopo in occasione del Percfest di Laigueglia nel 2015

Nel 1993 diventa Ambasciatore della città di Ferrara
Nel 2003 gli viene assegnato il premio speciale "Federico Bernagozzi"
È stato il primo musicista a ricevere, nel 2006, il Premio Tenco per "I suoni della canzone".
Nel 2007 riceve al "Bordighera jazz/blues" il premio "Memorial Carlo Golzi".
Nel 2014 riceve  il " Premio città di Ferrara".
Dal 2006 al 2012 è docente al "Triennio jazz" tenuto presso il Conservatorio "G. Frescobaldi" di Ferrara da dove darà le dimissioni  per poi dedicarsi a "Master class" più informali ma, secondo lui, più adatti alla sua persona.

## Discografia

### Con The Pleasure Machine

#### 33 Giri
- 1970 - Fouth Sensation (Dischi Ricordi)

#### 45 Giri
- 1970 - Ballad of easy rider/The pleasure Machines (EMI Italiana)
- 1970 - The long and winding road/A song (EMI Italiana)
- 1971 - Fuoco di Paglia/Express 9:15 (EMI Italiana)
- 1971 - Asia/Amici (friends) (EMI Italiana)
- 1971 - Ultimo tango a Parigi (EMI Italiana)

### Con Francesco Guccini

#### Studio
- 1970 - L'isola non trovata (EMI Italiana)
- 1972 - Radici (EMI Italiana)
- 1974 - Stanze di vita quotidiana (EMI Italiana)
- 1976 - Via Paolo Fabbri 43 (EMI Italiana)
- 1978 - Amerigo (EMI Italiana)
- 1983 - Guccini (EMI Italiana)
- 1987 - Signora Bovary (EMI Italiana)
- 1990 - Quello che non... (EMI Italiana)
- 1993 - Parnassius Guccinii (EMI Italiana)
- 1996 - D'amore di morte e di altre sciocchezze (EMI Italiana)
- 2000 - Stagioni (EMI Italiana)
- 2004 - Ritratti (EMI Italiana)
- 2012 - L'ultima Thule (Capitol/EMI)

#### Live
- 1984 - Fra la via Emilia e il West (EMI Italiana)
- 1988 - ...quasi come Dumas... (EMI Italiana)
- 1998 - Guccini Live Collection (EMI Italiana)
- 2005 - Anfiteatro Live (EMI Italiana)

#### Raccolte
- 2006 - The Platinum Collection (EMI Italiana)
- 2010 - Storia di altre storie (EMI Italiana)
- 2015 - Se io avessi previsto tutto questo. La strada, gli amici, le canzoni

### Con I Giganti
- 1971 - Terra in bocca - Poesia di un delitto (Ri-Fi)

### Con Mina
- 1983 - Mina 25 (PDU)
- 1984 - Catene (PDU)
- 1985 - Finalmente ho conosciuto il conte Dracula... (PDU);
- 1986 - Sì, buana (PDU)
- 1987 - Rane supreme (PDU)
- 1988 - Ridi pagliaccio (PDU)
- 1989 - Uiallalla (PDU)
- 1990 - Ti conosco mascherina (PDU)
- 1992 - Sorelle Lumière (PDU)
- 1993 - Lochness (PDU)
- 1994 - Canarino mannaro (PDU)
- 2010 - Caramella (PDU)

### Con Antonello Venditti
- 1973 - L'orso bruno (It)

### Con Bruno Lauzi
- 1971 - Amore caro, amore bello (Numero Uno)
- 1989 - Inventario latino (Five Record)

### Con Pino Presti
- 1976 - 1st Round (Atlantic Records)

### Con Fabio Concato
- 1977 - Storie di sempre (Harmony)
- 1978 - Svendita totale (SAAR)
- 1979 - Zio Tom (Philips Records)
- 1982 - Fabio Concato (Philips Records)
- 1984 - Fabio Concato (Philips Records)
- 1986 - Senza avvisare (Philips Records)
- 1992 - In viaggio (Mercury/Polygram)

### Con Edoardo Bennato

#### Studio
- 1980 - Uffà! Uffà! (Ricordi)
- 1980 - Sono solo canzonette (Ricordi)

#### Raccolte
- 2001 - Salviamo il salvabile (Dischi Ricordi)

### Con Vince Tempera
- 1980 - Strike up the band

### Con Franco Simone
- 1979 - Franco Simone
- 1982 - Gente che conosco
- 1986 - Il pazzo, lo zingaro ed altri amici

### Con Roberto Vecchioni
- 1982 - Hollywood Hollywood (CGD)
- 1984 - Il grande sogno  (CGD)

### Con Renato Pareti
- 1975 - Chi sarà
- 1978 - Ansio.lexo.dormipoc (Fonit Cetra)

### Con i Decibel
- 1982 - Novecento (Spaghetti Records)

### Con Biagio Antonacci
- 1989 - Sono cose che capitano

### Con Fiordaliso
- 1983 - Fiordaliso
- 1985 - A ciascuno la sua donna

### Con Roberto Soffici
- 1972 - In queste ore chiare

### Con Adriano Pappalardo
- 1980 - Non mi lasciare mai

### Con Leano Morelli
- 1984 - Dovevi amarmi così

### Con Marco Ferradini
- 1981 - Schiavo senza catene
- 1982 - Una catastrofe bionda
- 1991 - È bello avere un amico

### Con Giorgio Conte
- 1982 - Zona Cesarini
- 1993 - Giorgio Conte

### Con Loretta Goggi
- 1986 - C'è poesia

### Con Sergio Endrigo
- 1993 - Qualcosa di meglio

### Con Ricchi e Poveri
- 1974 - Penso sorrido e canto

### Con Angelo Branduardi

#### Studio
- 1992 - Si può fare
- 1994 - Domenica e lunedì (EMI)
- 1998 - Il dito e la luna

#### Live
- 1996 - Camminando camminando (EMI)
- 2015 - Camminando camminando in tre (EMI)

### Con Amedeo Minghi
- 1987 - Serenata

### Con Vinicio Capossela
- 1990 - All'una e trentacinque circa
- 1991 - Modì
- 1994 - Camera a sud
- 1996 - Il ballo di San Vito

### Con Alberto Radius
- 1972 - Radius

### Con Caterina Caselli
- 1990 - Amada mia

### Con Ron
- 2005 - Ma quando dici amore

### Con Lorenzo Zecchino
- 1992 - Vorrei parlar d'amore ma mi viene da ridere

### Con Claudio Lolli
- 1992 - Nove pezzi facili

### Con Eduardo De Crescenzo
- 1989 - C'è il sole

### Con Cristiano De André
- 1990 - L'albero della cuccagna
- 1993 - Canzoni con il naso lungo

### Con Zucchero Fornaciari
- 1983 - Un po' di Zucchero

### Con Paolo Conte
- 1984 - Paolo Conte
- 1987 - Aguaplano

### Con Michele Zarrillo
- 1988 - Soltanto amici

### Con Pierangelo Bertoli
- 1989 - Sedia elettrica

### Con Nino Buonocore
- 1992 - La naturale incertezza del vivere

### Con Andrea Mingardi
- 1990 - Si sente dire in giro

### Con Francesca Alotta
- 1993 - Io e te

### Con Dori Ghezzi
- 1983 - Piccole donne

### Con Fabrizio De André

#### Live
- 1991 - 1991 concerti (Dischi Ricordi)
- 1999 - Fabrizio De André in concerto (BMG Ricordi)

#### Studio
- 1996 - Anime salve (BMG Ricordi)